# Плешкова (деревня)
Плешкова — деревня в Кудымкарском районе Пермского края. Входила в состав Ошибского сельского поселения. Располагается на левом берегу реки Весым северо-восточнее от города Кудымкара. Расстояние до районного центра составляет 28 км. По данным Всероссийской переписи населения 2010 года, в деревне проживало 44 человека (16 мужчин и 28 женщин).

## История
Населённый пункт входил в состав Ошибского сельсовета.

## Население
| 2010 |
| ---- |
| 44   |

По данным на 1 июля 1963 года, в деревне проживало 196 человек.